# Soraya (cantautora)
Soraya Raquel Lamilla Cuevas (Point Pleasant, Nueva Jersey, 11 de marzo de 1969-Miami, Florida, 10 de mayo de 2006), conocida monónimamente como Soraya, fue una cantante colombo-estadounidense. Su carrera abarcó diez años de producción, durante los cuales lanzó al mercado cinco álbumes, siendo la única latina en producir todos sus discos simultáneamente en español e inglés con los cuales logró ser premiada con el premio Grammy Latino para mejor cantautor en 2004. Vendió alrededor de treinta millones de copias de sus álbumes en español e inglés.

## Biografía
Soraya Raquel Lamilla Cuevas nació el 11 de marzo de 1969 en el Condado de Ocean, Nueva Jersey, un año después de que su familia (sus padres y su hermano mayor) se mudara desde Colombia a los Estados Unidos. Posteriormente su familia fue forzada a regresar a Colombia, pero a los ocho años regresó con ella a Nueva Jersey.
En Colombia, su madre Yamila Cuevas, era ama de casa. Pero al igual que su esposo, tuvo que trabajar muy duro una vez asentados en EE. UU. El padre de Soraya tenía que trabajar en tres o cuatro lugares con el fin de cumplir con los gastos de su hogar, a diferencia de cuando se encontraba en Colombia, trabajando para una empresa exportadora.
Mientras crecía, no se le permitió hablar en inglés dentro de su casa, a instancias de su madre, para que conservara el dominio del idioma español. Si bien su padre había aprendido inglés mucho antes de emigrar a EE. UU. para mejorar la calidad de vida de su familia, su madre prefirió siempre hablar español, a pesar de que también dominaba el inglés, y siempre inculcó eso en su hija.[cita requerida]
Sólo tenía doce años de edad cuando por primera vez le fue diagnosticado el cáncer de mama a su madre. Tras una leve recuperación, tuvo una recaída cuando tenía dieciocho, hasta que falleció cuatro años después. En una entrevista, siendo ya conocida, afirmó que el padecimiento de su madre cultivó su sentido de responsabilidad, al verse forzada por las circunstancias a ser más madura que las personas de su edad, por acompañar a su madre en su enfermedad y realizar los quehaceres del hogar. Así, fue con su madre al hospital cuando era necesario e investigó con ella sobre el cáncer de seno, llegando incluso a participar junto a ella en la Carrera por la Cura.
Se interesó por primera vez en la música a la edad de cinco años, mientras escuchaba a su tío ejecutando el tiple en Colombia. Al ver su interés, sus padres le compraron una guitarra, con la cual aprendió sola a tocar ese mismo año. A la edad de nueve años, pasó a dominar el violín clásico y su primera presentación musical en público fue como violinista en el Carnegie Hall de Nueva York. Cuando era estudiante de secundaria, empezó a escribir sus propias canciones en español e inglés. Asistió a la Universidad Rutgers en Nueva Jersey, y allí estudió literatura inglesa, filosofía francesa y estudios de la mujer. Cuando era estudiante, acostumbraba tocar en las cafeterías circundantes al campus de la universidad. Después obtendría empleo como aeromoza en la empresa United Airlines. Se divorció de su esposo en 1997.

## Carrera musical
Fue en 1994, desempeñándose como auxiliar de vuelo que conoció a un ejecutivo discográfico, a quien hizo interesar en su trabajo musical. Así obtuvo un contrato de grabación con Polygram Latino/Island Records. Su primer álbum, llamado On Nights Like This, grabado en los Abbey Road Studios de Londres y del cual grabó la versión española titulada En esta noche, recibió una aclamación positiva de la crítica y le permitió hacer giras con otro músicos conocidos como Natalie Merchant, Zúcchero, Sting y Alanis Morissette.[cita requerida]
Cuatro de las canciones de este disco fueron muy escuchadas y solicitadas en las emisoras de radio latinoamericanas y de habla hispana en Estados Unidos y su sencillo debut «De repente / Suddenly»  dominó el listado Billboard en la categoría Pop Latino. Su segundo álbum, Torre de Marfil / Wall of Smiles, escrito junto con su ídolo Carole King, salió al mercado el 21 de octubre de 1997.
El 16 de mayo de 2000, a dos semanas de salir al mercado su nuevo álbum Cuerpo y Alma / I'm Yours, la cantante se realiza un autoexamen de seno, tras lo cual se le diagnosticó un cáncer de mama en la etapa III. La noticia la confirmó la propia cantante en un video, y dedicó los siguientes dos años a su tratamiento, tiempo en el cual siguió componiendo y también compartiendo su misión de lucha contra el cáncer de seno, a través de actividades y charlas con el apoyo de fundaciones como Susan G. Komen.
A finales del año 2002, anunció a través de su sitio web que se encontraba concluyendo la grabación de lo que sería su regreso musical. Fue así como el 6 de mayo de 2003 ve la luz el álbum titulado Soraya. Este regreso la hace participar como artista invitada en el Festival de Viña del Mar, en donde obtiene el premio Antorcha de Plata. Luego, obtendría el premio Grammy Latino 2004, en el renglón Mejor Álbum-Cantautor.
A finales de ese mismo año inició la grabación de su álbum El otro lado de mí, que finalmente sería lanzado el 1 de marzo de 2005. En esta grabación, fusiona los ritmos colombianos con géneros como el pop, rock y country. El álbum obtuvo respaldo del público y la crítica y nuevamente es nominada al Premio Grammy Latinos en la Categoría Mejor Álbum Femenino.
Después de Shakira, es la cantante colombiana que más discos ha vendido hasta el momento.[cita requerida]

## Otros proyectos

### Participación como compositora
Realizó composiciones para otros artistas, que las incluyeron en sus trabajos discográficos, como en el caso del cantante estadounidense John Berry, quien grabó la canción «Until I'm Loving You» e incluyó en su álbum Wildest Dreams en 1999, compuesta junto a Gary Burr compositor estadounidense y vocalista principal de la banda Pure Prairie League. Para el año 2002 escribe junto al cantante y productor italo-venezolano Pablo Manavello, la balada «Junto a mi» y la canción pop «No seré como tú», que se incluyen en el trabajo discográfico Cosas del amor de la cantante puertorriqueña Jessica Hernández, más conocida como Jessica. 
En el 2005, colaboró en el disco Mundos opuestos del dueto estadounidense Ha*Ash, con los temas «¿Qué hago yo?» y «Me entrego a ti», también les compuso la canción “Pedazos”, la cual fue agregada en la edición especial de su primer álbum en vivo Primera fila: Hecho realidad en 2015. En febrero del mismo año Ricky Martin lanza su trabajo discográfico Life en el que junto a George Pajon Jr., Danny López y Javier García componen «It's Alright» y la versión en español de la misma canción «Déjate llevar». 
A finales del 2006, sale al mercado el disco Obsesión de la cantante chilena Daniela Castillo donde se incluye la balada «Estés donde estés» (Envía tu amor) que grabó el año anterior. Para el año 2007, la vocalista chilena Myriam Hernández grabó la canción «Huellas», compuesta por la intérprete a raíz de una conversación que ambas sostuvieron, sobre una situación personal que vivía la artista chilena en ese momento, manteniendo los arreglos y su voz en el cierre de la canción. De acuerdo con el cantautor cubano Amaury Gutiérrez, estaba componiendo junto a Soraya, una canción que quedó inconclusa y que terminará, con el fin de grabarla, como homenaje a la artista.

### Participaciones especiales
En 1997 es invitada por Ryūichi Sakamoto músico y compositor japonés, a participar en su disco Smoochy con una versión en castellano de la canción “Tango”, en ese mismo año interpreta el tema «Until I'm Loving You» del que es coautora, para la banda sonora de la serie basada en las aventuras del Rey Arturo. En el 2001 participa en la compilación musical Desert Roses and Arabian Rhythms Vol. 1 con su canción «I´m yours» en una versión con sonidos árabes, disco en el que se reúnen a exponentes de la música del Medio Oriente. A finales de ese año, participó la compilación titulada Warner Chappell Holidays 1,2 con la canción «All I want for Christmas», lanzado por Warner Music y que reunió a artistas tales como Céline Dion, Barbra Streisand y Tony Bennett.

### Participación en duetos
Entre algunas de sus actuaciones especiales, se encuentra la presentación en la entrega de premios ALMA Awards en Los Ángeles (California) en 1998, junto al productor y cantante estadounidense de R&B Brian McKnight interpretando magistralmente «Love Is», así mismo en 1999, participa en el disco Here's To The Heroes, debut del tenor suizo Erkan Aki con la canción «What Are We Waiting For?»; ese mismo año, participa en el disco And my heart… de Andranik Madadian con la canción «Cerca del corazón», donde es denominada la sensación del pop latino; para ella es un orgullo participar en el trabajo musical de un cantautor de esa región, por el respeto que le genera la sangre árabe de sus ancestros.
Para el año 2003, mientras está en una gira de promoción de su disco homónimo, coincide con el cantante colombiano Juanes en la ciudad de Los Ángeles, quien la invita a participar en un concierto suyo allí mismo, con un dueto de la canción «Fotografía», espectáculo que es transmitido por radio por la estación latina de los Estados Unidos. En 2004, junto al cantante bogotano Andrés Cepeda interpreta el vals colombiano que la enamoró a los 5 años de edad Pueblito Viejo, también es invitada a hacer parte del espectáculo En mi país, un especial musical auspiciado por el Banco Popular de Puerto Rico, donde se realizó la grabación de «Hay que celebrar» (Véngase pa’acá), un tema folclórico latinoamericano de Navidad, junto a José Feliciano donde mostró su versatilidad en su interpretación de un género musical más tropical, en ese mismo año, compone junto a Aleks Syntek el tema «Salva mi corazón» dueto que es incluido en el disco Mundo Lite del cantante mexicano, con quien interpretó «Duele el amor» en el espectáculo de la entrega de los premios Billboard latinos, en 2005: año en el que participó en un concierto en Bogotá junto al cantante barranquillero Cabas con quien interpretó el Himno Folclórico del país "Colombia Tierra Querida", en el mismo concierto, interpretó el tema «Tabaco y Channel» junto al cantante Colombiano Jorge Villamizar vocalista del grupo Bacilos.

### Participación en tributos
Participó en el tributo a la banda británica de rock Queen en 1997 con la canción «Save me» (Sálvame), en el álbum Los grandes del rock en español, para 1998 con la canción «Every Little Thing She Does is magic» (Toda cosa pequeña que ella hace es magia) en el álbum Outlandos D'America tributo a la banda de rock new wave inglesa The Police, ambas versiones en español son escritas por ella, siendo además, guitarrista, arreglista y productora en los dos casos. En 2005 al cumplirse 10 años del fallecimiento de la cantante Selena, participa en el concierto Selena ¡vive!, en Houston (Texas) con la canción «Dreaming of You» junto al cuarteto neoyorquino The Barrio Boyzz con quien originalmente Selena interpretó la canción.
Para 1996, durante la visita de promoción del álbum En esta noche en México, interpreta la ranchera «Amanecí otra vez» compuesta por José Alfredo Jiménez como tributo al folclor azteca; en 1997 en el festival New Pop Festival 97, interpretó la canción «Fly like an eagle» honrando al grupo estadounidense de blues rock Steve Miller Band. Para el 2003, año que marcó su regreso a los escenarios, rinde tributo a The Beatles con el tema «Let it be» en un concierto en Puerto Rico, esta misma canción la interpretó en una estación de radio Argentina en 2004, año en el que interpreta en acústico «Fragile» en un desconectado ofrecido por una emisora radial en Colombia, como forma de honrar a su amigo Sting.

### LibroCon las cuerdas rotas
Sé que hay muchas preguntas incontestables, que la esperanza no se muere conmigo y, sobre todo, que mi misión no termina con mi historia física. Es por esto que durante estos últimos meses he dedicado mis energías a escribir, línea tras línea, alternativas a esos posibles interrogantes sin respuesta. Con el paso del tiempo, estas líneas se convirtieron en páginas, y éstas, a su vez, han formado un libro. Un libro lleno de experiencias consistentes y llenas de sinceridad. Un libro que al igual que mi música y mi tarea, sólo sería un mensaje sin destino si no tuviera el apoyo de ustedes.

Soraya escribe Con las cuerdas rotas en los últimos diez meses de vida, antes de que el cáncer de mama se la llevara la mañana del 10 de mayo de 2006. Tenía sólo 37 años.
Esta es, como dice la portada de su libro,  una historia de perseverancia, un legado de esperanza cedido a ella por las tres grandes mujeres de su familia, partícipes directas de su destino, y plasmado en este libro lleno de fuerza y sabiduría.
Con las cuerdas rotas relata no sólo sus experiencias de lucha contra la enfermedad, sino también lo vivido junto a su madre, su tía, y su abuela. La fuerza de esta última al enfrentar el dolor, la vergüenza, la aceptación de la mortalidad, la verdadera identidad de una mujer y su belleza, siendo la primera de la familia en portar este mal y en años en que la ciencia no estaba tan avanzada.
Este libro está lleno de enseñanzas, un conocimiento adquirido por el valor de apreciar la amistad, la familia, la salud, y conservar la fe transmitiéndola por generaciones.
Un libro sobre la apreciación de la vida, sobre lo verdaderamente valioso, sobre los premios y medallas intangibles por las que uno se puede sentir realmente orgulloso.

Soy cantautora, música y productora. He recorrido el mundo con mis canciones, he aparecido en incontables portadas de revistas, he conocido buena parte de los grandes ídolos que han influido en mi estilo musical. Las paredes de mi estudio están forradas de discos de oro y reconocimientos, y en estos últimos años me he convertido en una ferviente defensora de los pacientes de cáncer y su portavoz. Pero no son estos los logros que más me enorgullecen. Soy además nieta, sobrina e hija de tres mujeres que murieron de cáncer de seno. Y escribo estas palabras como una mujer que ha superado el tiempo de vida proyectado desde su diagnóstico de cáncer de mama en un estado avanzado... Esta es mi historia, contada a través de sus vidas. Su ejemplo me enseñó el sentido de estar viva. De ellas heredé el valor para enfrentar lo incomprensible, con dignidad y amor. Me mostraron cómo vivir, cuando la vida misma está llena de incertidumbres y que la certeza de la muerte es un hecho inocultable. Me entregaron una herencia llena de retos físicos y emocionales. Cada una de ellas tomó opciones diametralmente distintas para afrontar la enfermedad y siento por tanto muchas veces que me dejaron unas claves indescifrables para poder escoger el mejor camino a seguir.

## Enfermedad y fallecimiento
El 16 de mayo del año 2000, Soraya publicó su tercer álbum de estudio titulado Cuerpo y alma, y solo tres semanas después, el 5 de junio, le fue diagnosticado un cáncer de mama en etapa III y tuvo como tratamiento una doble mastectomía y reconstrucción mamaria así como terapia de radiación y quimioterapia. Antes de haber sido diagnosticada, siempre había comido bien, se había ejercitado regularmente (intentaba correr al menos cinco kilómetros diarios), meditaba, y realizaba chequeos médicos regulares.
Durante septiembre y octubre de 2005 y luego de promocionar su quinto álbum El otro lado de mí, pausó momentáneamente su carrera musical para enfocarse en la difusión de la detección temprana del cáncer de mama. Para animar a otras mujeres a explorarse a sí mismas para detectar la enfermedad, grabó la canción "Por ser quien soy" ("No one else"), una melodía en la que reflejaba su experiencia en su lucha contra el cáncer de mama. La cantautora se convirtió en la primera vocera latina de la Fundación contra el Cáncer de Mama Susan G. Komen y visitó todos los países de América Latina para despertar la conciencia de la enfermedad.
A pesar de realizarse un tratamiento con quimioterapia muy intensivo, falleció el 10 de mayo de 2006 en un hospital de Miami a sus 37 años, a consecuencia de la metástasis que había hecho en su organismo el cáncer de mama. El mal le reapareció en una forma muy agresiva en los últimos meses de su vida, más o menos desde mediados de 2005. Había sido diagnosticada con ese tipo de cáncer hacía seis años, en el 2000, a la edad de 31, después de encontrar una tumoración mientras se hacía una autoexaminación de rutina. Soraya esperaba celebrar su primera década de carrera artística en el 2006. Varios proyectos se quedaron truncados debido a la muerte de la artista. Se sabe que su cuerpo descansa en Nueva York pero por decisión de su familia se decidió no revelar el lugar exacto.

### FundaciónSoraya Cuerpo y alma
En su carta de despedida entrega el legado a sus seguidores con estas palabras: 

«"El camino no ha sido siempre fácil, sin embargo la esperanza, los sueños e ilusiones no han dejado nunca de estar presentes. Sueños de los cuales ustedes han sido cómplices incondicionales, algunas veces caminando a mi lado, cantando conmigo o llevando mi mensaje de esperanza a esos lugares a los que físicamente no he podido llegar. Por eso, mil gracias.
Durante este tiempo juntos, las páginas de mi diario interno se han mantenido siempre activas. Algunas se han llenado con historias que muchos de ustedes han querido compartir conmigo por medio de e-mails o cartas, otras por experiencias vividas juntos y algunas más por pensamientos personales nacidos de su generosidad.
De estas últimas páginas, he tenido el privilegio de compartir algunas en diferentes formas, mi página web, mis entrevistas, mis canciones, o en mis conciertos en donde sus aplausos alimentaban mi corazón. Últimamente estas páginas han dejado de ser internas y se han convertido en páginas compartidas, sólidas y llenas de sinceridad, creando un libro que espero sea la respuesta a muchas preguntas que no han sido aún elaboradas o contestadas.
El permitirme escribir mi historia me hizo confirmar que si bien las recompensas materiales son necesarias para el diario vivir, las recompensas espirituales son las que realmente me han permitido vivir esta vida. Toda esa energía positiva, todo ese amor que un día logré compartir con ustedes lo he recibido siempre de vuelta multiplicado en un millón.
Gracias por abrir sus corazones a mi música, sin sus oídos mis canciones serían sólo un sueño. Mi arte ha sido siempre por ustedes y para ustedes. Espero que les permita sentir, pensar, apreciar, cuestionar, añorar y sobre todo, amar.
Mi jornada hoy día no es fácil, pero quiero que sepan que su apoyo incondicional ha estado siempre en mi corazón. No tengo duda que cada experiencia vivida, por simple o complicada que sea, ha contribuido a la sólida base de mi existencia y ha hecho que cada momento de mi vida sea especialmente importante. Como dije antes, he cumplido mi sueño y el día de hoy no puedo pedir más.
Mi misión empezó como un sueño y se convirtió en una realidad por ustedes. Hoy ha dejado de tener sólo mi voz y crece día a día por medio de las suyas. No importa si tuvimos la oportunidad de sonreír cara a cara o no, cada uno de ustedes ha sido y serán siempre una bendición para mí.
Mi historia física puede llegar a su fin, pero estoy segura que la que existe en el corazón de ustedes seguirá presente por la eternidad. Confío en que mi existencia dejará huella en la vida de ustedes beneficiando en un futuro a muchas mujeres y que la luz de mi vida iluminará la de muchas familias más.
No hay dolor en vano porque la esencia de la vida consiste en trascender en los demás y en regalar el valor de mi experiencia y de mi lucha para hacer de sus días un mejor existir. Aún no alcanzamos la meta, pero sé que día a día estamos más cerca de ella. Hoy no pierdo esta batalla porque sé que lo que he luchado no es en vano, sino que ayudará a vencer una batalla mayor, la de la detección temprana y prevención de este terrible mal.
Ahora les toca a ustedes seguir con nuestra misión. Deseo de corazón contagiarles mi amor a la vida y que seas tú un canal que lleve a mucha gente este mensaje que puede salvarles la vida. Te pido comprendas la oportunidad que tienes ahora de prevenir un enemigo que puede acabar con tu vida.
¡No se dejen vencer! Hay mucho camino que recorrer y esta lucha vale la pena"»

A raíz de esto nace en el 2008 la Fundación Soraya Cuerpo y Alma como una organización sin fines de lucro, orientada a educar a la juventud en la prevención y detección temprana del cáncer de seno y asesorar a la población afectada con apoyo integral.

## Discografía
Álbumes de estudio
- 1996: En esta noche / On Nights Like This
- 1997: Torre de Marfil / Wall of Smiles
- 2000: Cuerpo y Alma / I'm Yours
- 2003: Soraya
- 2005: El otro lado de mí